# Varikokéla

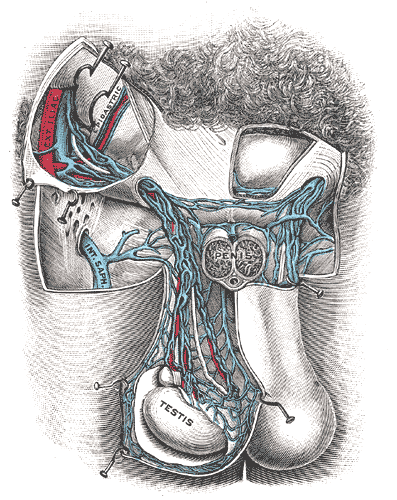
Nákres krevního oběhu v šourku

Varikokéla je rozšíření žil v oblasti šourku. Vzniká většinou na levé straně skrota, která je vzhledem k uspořádání krevního řečiště k této poruše náchylnější. Po vzniku varikokély dochází k městnání krve v cévách, které zásobují varle. Varikokéla je obdobným typem onemocnění, jako jsou křečové žíly či hemoroidy.

## Příčiny a následky

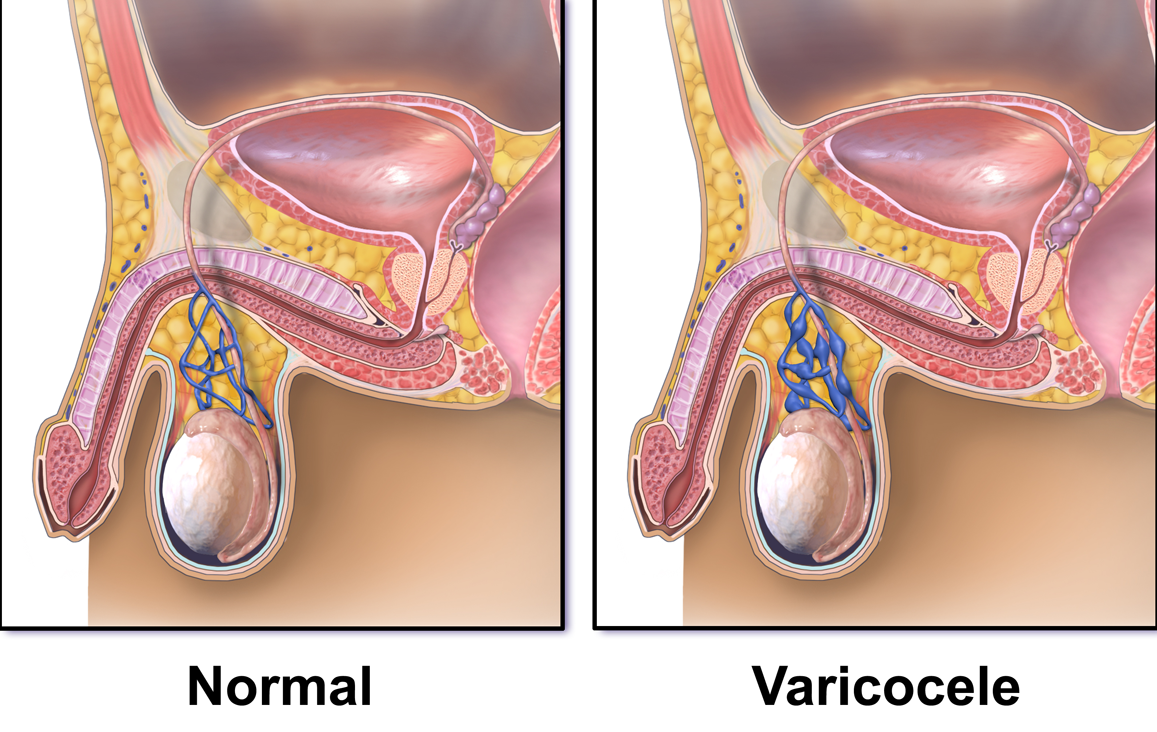
Varikokéla

V případě akutního vzniku je třeba urychleně vyhledat lékaře (urologa), který potvrdí či vyvrátí onemocnění ledvin nebo rakovinu. Většinou však varikokéla vzniká postupně. Projevuje se hlavně táhlou bolestí v oblasti šourku. Varikokéla zabraňuje správnému vyživování varlete, navíc zvyšuje teplotu ve skrotu. Důsledkem je zhoršení tvorby spermií a snížená sekrece mužských hormonů. To v konečném důsledku vede k poruchám erekce a ejakulace; může také dojít k neplodnosti.

## Náprava

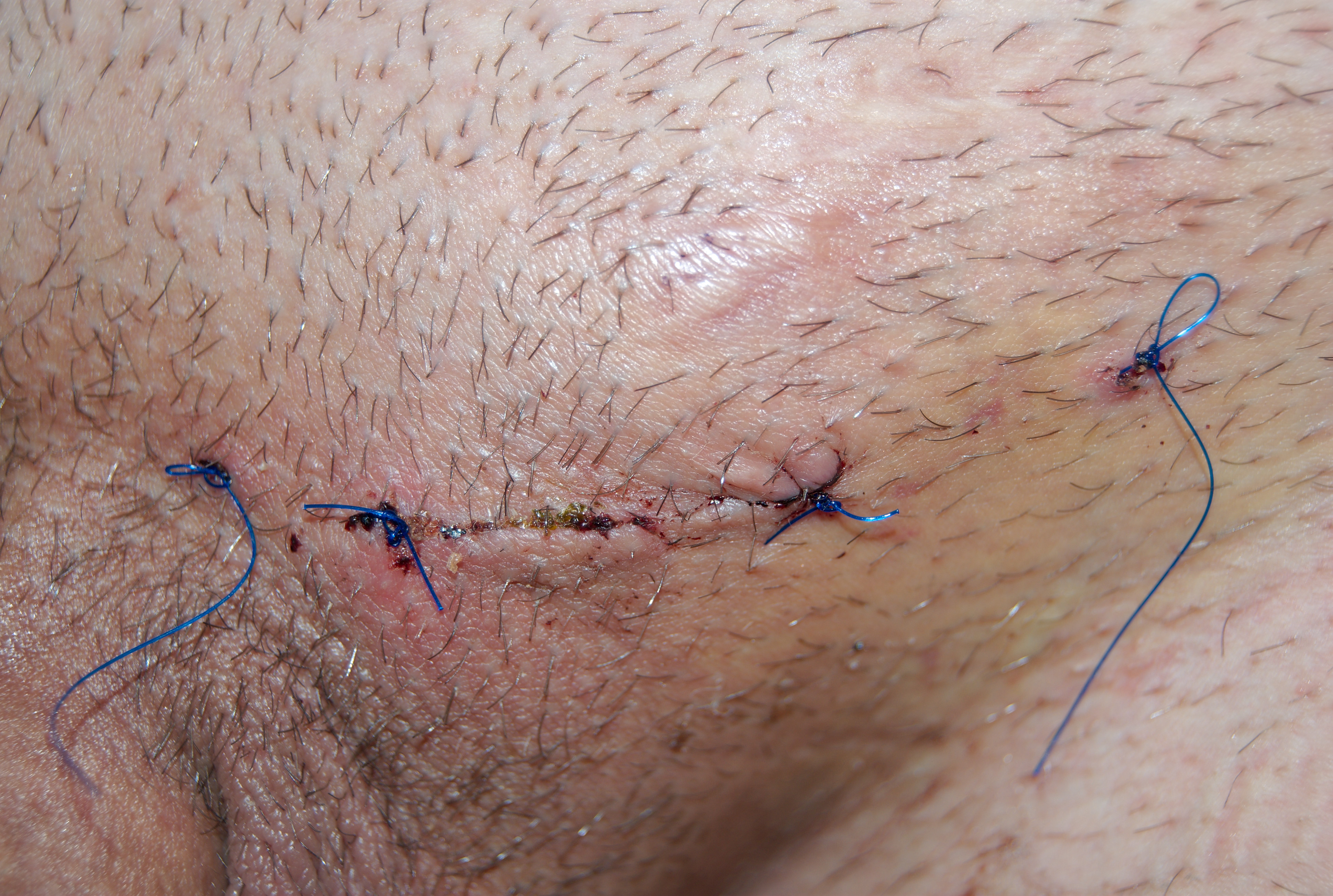
Zastehovaná rána po operované varikokéle

Jedinou metodou nápravy tohoto nežádoucího stavu je operace. Běžně se užívají čtyři postupy:
1. klasická operace, při které se nad pravým tříselným kanálem vyhledá postižený cévní svazek, který se buď odstraní nebo přeruší
2. mikrochirurgická operace, při které jsou postižené cévy vyhledávány pod mikroskopem, pak se odstraní či přeruší
3. laparoskopie, při které se postupuje obdobně jako v prvním případě, avšak operace probíhá přes břicho
4. sklerotizace, při které se do inkriminované žíly injekčně vpraví sklerotizační látka

Operace jako taková se provádí většinou v úplné anestezii, pacient může být propuštěn do domácího ošetřování již den po operaci. Zhojené jizvy jsou malé, ale stále patrné. Odoperovaná varikokéla se však může vrátit.